# Roland Kather

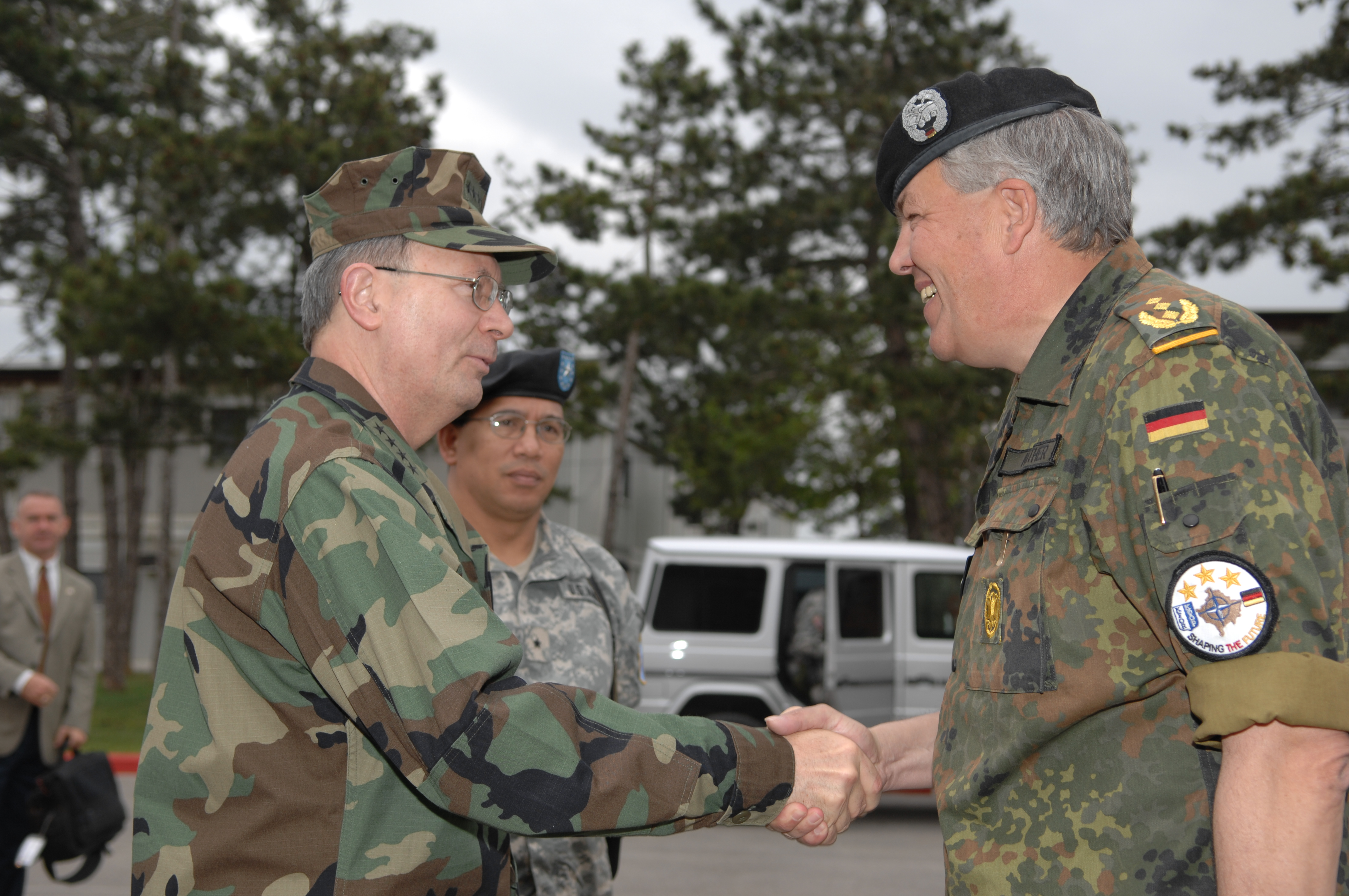
Gen. Kather (à droite) et le Admiral Edmund Giambastiani et le Général Albert Bryant, Jr. (au fond)

Le général de corps d'armée Roland Kather fut le commandant de la KFOR au Kosovo du 1er septembre 2006 au 1er septembre 2007.
Il est né le 17 mai 1949 à Bennemühlen, près de Hanovre. Il s'engage dans la Bundeswehr en 1968 et est affecté au 6e bataillon de reconnaissance blindé à Eutin.
Il a suivi le cours d'état-major général (Generalstabsausbildung) à l'Académie des forces armées fédérales à Hambourg entre 1979 et 1981 et a servi ensuite comme officier du 4e bureau à la 18e brigade blindée à Neumünster jusqu'en 1983.
Entre 1983 et 1984, Kather assista au cours supérieur d'état-major des forces armées espagnoles à Madrid, puis il servit à Bonn jusqu'en 1987. À cette date, il devint officier de planification du 3e bureau à SHAPE à Mons jusqu'en 1989.
Entre 1968 et 1979, il a été formé comme officier et a été chef de peloton et commandant de compagnie dans son bataillon. Entre 1989 and 1991, Kather revint au 6e bataillon de reconnaissance blindé comme commandant.
En 1991, BG Kather was assigned to the Armed Forces Staff in Bonn at which he served as an Advisor and Staff Officer with the Chief of Staff.
Entre 1995 and 1997, BG Kather held the position of Chief of Staff of the Military District Command III / 7e Tank Division in Düsseldorf, during which time he also served as the Chef d'état-major du 2e contingent de l'IFOR à Trogir pour 4 mois et demi.
En 1997, BG Kather returned to Bonn to serve as the Deputy Chief of the Command Center of the German Armed Forces at the German Ministry of Defense. En 1999, BG Kather assumed command of the 42e brigade blindée Brandenburg.
Du 15 décembre 1999 au 15 juin 2000, le général de brigade Kather a été le commandant de la brigade multinationale Sud (MNB-S) et le commandant général du contingent allemand de la KFOR. Il a été remplacé par le général de brigade Fritz von Korff.
Le général Kather est marié.